# Giuseppe Gherardeschi
Giuseppe Gherardeschi (Pistoia, 3 de novembre de 1759 – 6 d'agost de 1815) fou un compositor italià. Era nebot del també compositor Filippo Gherardesca i pare dels també compositors, Giuseppe i Luigi.
Es dedicà preferentment a la música religiosa. Entre les seves obres destaquen un Rèquiem, diverses Misses, un Te Deum, unes Lametacions i l'oratori Il sacrifizio di Jefté.
El seu fill Giuseppe fou compositor distingit, deixà excel·lents obres del mateix gènere, en l'antic estil a cappella.